# Okres Biłgoraj
Okres Biłgoraj (polsky Powiat biłgorajski) je okres v polském Lublinském vojvodství. Rozlohu má 1677,79 km² a v roce 2019 zde žilo 100 919 obyvatel. Sídlem správy okresu je město Biłgoraj.

## Gminy
Městská:
- Biłgoraj

Městsko-vesnické:
- Frampol
- Goraj
- Józefów
- Tarnogród
- Turobin

Vesnické:
- Aleksandrów
- Biłgoraj
- Biszcza
- Księżpol
- Łukowa
- Obsza
- Potok Górny
- Tereszpol

## Města
- Biłgoraj
- Frampol
- Goraj
- Józefów
- Tarnogród
- Turobin

## Sousední okresy
| Růžice kompasu | Janów Lubelski | Lublin         | Krasnystaw                | Růžice kompasu |
| Růžice kompasu | Nisko          | Sever          | Tomaszów Lubelski, Zamość | Růžice kompasu |
| Růžice kompasu | Nisko          | Okres Biłgoraj | Tomaszów Lubelski, Zamość | Růžice kompasu |
| Růžice kompasu | Nisko          | Jih            | Tomaszów Lubelski, Zamość | Růžice kompasu |
| Růžice kompasu | Leżajsk        | Przeworsk      | Lubaczów                  | Růžice kompasu |